# 八大湖街道
八大湖街道是中华人民共和国山东省青岛市市南区下辖的一个街道。
2019年9月，以现八大湖街道办事处南京路中心线为界，东部仍为八大湖街道办事处，辖太湖路、高邮湖路、天台路和永嘉路4个社区居委会，面积2.19平方公里，人口5.3万人，街道办事处机关驻地巢湖路2号。

## 行政区划
八大湖街道下辖：
太湖路社区、吴兴路社区、田家花园社区、天台路社区和高邮湖路社区。

## 人口
2010年中国第六次人口普查时，八大关街道共有人口23866人。共有家庭7138户，平均每户2.83人。14岁以下的少年儿童共3395人，占总人口14.22%；15-64岁人口共17617人，占总人口73.81%；65岁及以上的老年人共2854人，占总人口的11.95%。男性共计11502人，占总人口48.19%；女性共计12364，占总人口51.80%。本地居住的人口中，拥有本地户籍的人口为18811人，占78.81%。